# Mimetus epeiroides
Mimetus epeiroides är en spindelart som beskrevs av James Henry Emerton 1882. Mimetus epeiroides ingår i släktet Mimetus och familjen kaparspindlar. Inga underarter finns listade i Catalogue of Life.